# Otwock
Otwock je město ve středovýchodním Polsku v Mazovském vojvodství v okrese Otwock, přibližně 23 kilometrů jihovýchodně od Varšavy. Otwock je součástí varšavské metropolitní oblasti a leží na pravém břehu řeky Visly, pod ústím řeky Świder. Město je známé unikátním architektonickým stylem nazývaným Świdermajer. V roce 2024 zde žilo 43 895 obyvatel.
Jeho rozloha činí 47 km², z čehož přibližně 23 % tvoří lesní porosty. Na území města se nachází několik přírodních rezervací.

## Historie
Ačkoli první zmínka o vesnici zvané Otwosko pochází z počátku 15. století, Otwock se plně nerozvinul až do druhé poloviny 19. století. V roce 1877 byla zde otevřena železniční trať Vislańská dráha (Kolej Nadwiślańska), která vedla z Mławy přes Varšavu do Lublinu a Chełmu. Otwock, ležící podél této trati, se stal oblíbeným předměstím s řadou lázní a několika významnými návštěvníky, mezi které patřili například Józef Piłsudski nebo Władysław Reymont, který zde napsal svůj Nobelovou cenou oceněný román Chłopi. V roce 1908 bylo v Otwocku otevřeno sanatorium Zofiówka. Městem se Otwock stal v roce 1916 a zároveň se stal sídlem okresu (powiatu).
Během bitvy o Varšavu v roce 1920 tvořily Otwock společně s nedalekým Karczewem okraj pravého křídla první linie polské obrany, kterou držela 15. pěší divize polské armády. Druhá linie polské obrany začínala v dnešní čtvrti Świdry Wielkie. V Otwocku však nedošlo k přímým bojům mezi Poláky a Rusy.
V roce 1936 byla železniční trať mezi Varšavou a Otwockem první elektrifikovanou tratí v Polsku.

### Druhá světová válka
Po německo-sovětské invazi do Polska, která v září 1939 odstartovala druhou světovou válku, bylo město obsazeno německými okupanty. V prosinci 1939 zde německé úřady zřídily židovské ghetto. V místním sanatoriu Zofiówka probíhal nacistický program eutanazie Akce T4, během kterého byli vražděni psychicky nemocní pacienti. Sanatorium sloužilo rovněž k izolaci židovské populace za účelem jejího pronásledování a vykořisťování. Ghetto bylo zlikvidováno mezi srpnem a 19. zářím 1942. Přibližně 75 % z 12 000 - 15 000 židovských obyvatel, tedy asi 8 000 osob, shromáždili nacisté na nákladovém nádraží v Otwocku a převezli je do vyhlazovacích táborů v Treblince a Osvětimi. Židé, kteří v ghettu zůstali, byli krátce poté na ulici Reymonta popraveni. Památce židovských obyvatel Otwocku, kteří byli zavražděni během holocaustu, je věnován památník.
Otwock je rodištěm Ireny Sendlerové (1910–2008), polské humanitářky, která během holocaustu zachránila tisíce židovských dětí, a Krystyny Dańko, obě oceněné titulem Spravedlivé mezi národy udělovaným institucí Jad vašem. Z města pocházel také spisovatel Calek Perechodnik, židovský policista v ghettu. Po osvobození byl v Otwocku zřízen dětský domov pro přeživší holokaustu.

### Období po druhé světové válce
V roce 1952 došlo k rozšíření katastru města, kdy byly k Otwocku připojeny okolní obce Świder, Świdry Wielkie, Teklin a Zamlądz, které se staly novými městskými čtvrtěmi.
V letech 1953–1959, po skončení korejské války, přijalo Polsko do čtvrti Świder přibližně 200 severokorejských sirotků, kteří zde našli dočasné útočiště.
V letech 1975 až 1998 bylo město součástí Varšavského vojvodství.

## Podnebí
| Otwock – podnebí                                    | Otwock – podnebí | Otwock – podnebí | Otwock – podnebí | Otwock – podnebí | Otwock – podnebí | Otwock – podnebí | Otwock – podnebí | Otwock – podnebí | Otwock – podnebí | Otwock – podnebí | Otwock – podnebí | Otwock – podnebí | Otwock – podnebí |
| Období                                              | leden            | únor             | březen           | duben            | květen           | červen           | červenec         | srpen            | září             | říjen            | listopad         | prosinec         | rok              |
| --------------------------------------------------- | ---------------- | ---------------- | ---------------- | ---------------- | ---------------- | ---------------- | ---------------- | ---------------- | ---------------- | ---------------- | ---------------- | ---------------- | ---------------- |
| Průměrné denní maximum [°C]                         | 1                | 2                | 6                | 13               | 19               | 22               | 24               | 23               | 18               | 12               | 5                | 1                | 12               |
| Průměrné denní minimum [°C]                         | −4               | −4               | −1               | 3                | 8                | 12               | 13               | 13               | 9                | 5                | 1                | −3               | 4                |
| Průměrné srážky [mm]                                | 16,5             | 20,3             | 22,1             | 29,2             | 34,3             | 48,8             | 57,7             | 38,4             | 35,3             | 25,1             | 28,0             | 23,9             | 379,6            |
| Zdroj: MSN Weather – Otwock Climate Averages (2008) |                  |                  |                  |                  |                  |                  |                  |                  |                  |                  |                  |                  |                  |

## Pamětihodnosti
V Otwocku se nachází řada budov ve stylu Świdermajer, který je architektonicky jedinečný a typický pro město a jeho okolí. Ve městě jsou rovněž památníky věnované Józefu Piłsudskému a místním Židům, kteří byli zavražděni během holokaustu nacistickým Německem.
Na území města se nacházejí přírodní rezervace Mszar Pogorzelski, Świder a Wyspy Świderskie.

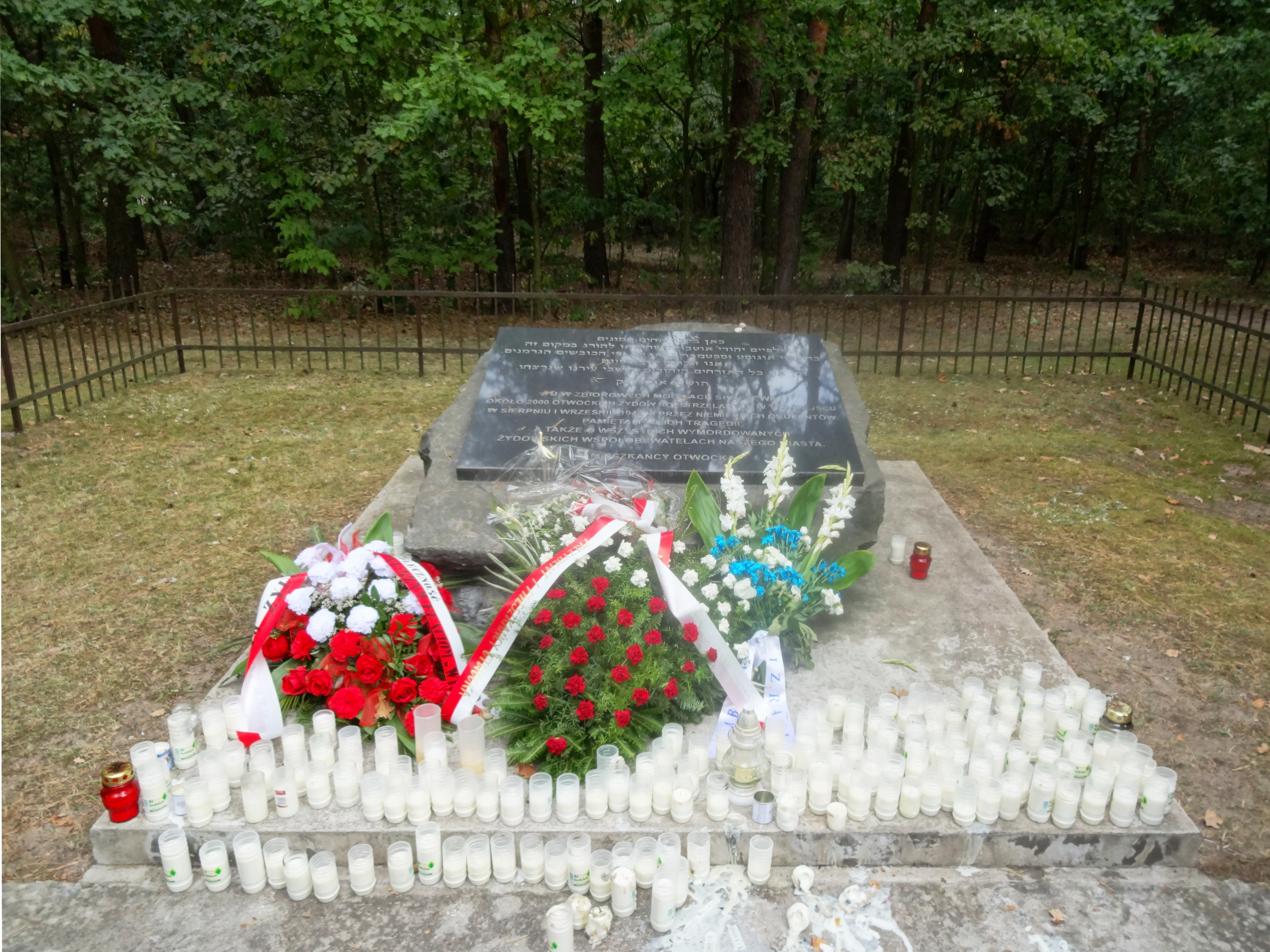
Památník věnovaný židovským obyvatelům Otwocku zavražděným během holokaustu

## Partnerská města
- Lennestadt, Německo
- Ōarai, Japonsko
- Saint-Amand-Montrond, Francie
- Šumsk, Ukrajina